# Атмосферна физика
Атмосферната физика е раздел на физиката за изучаване на атмосферата. Атмосферните физици създават модели на поведението както на земната атмосфера, така и на атмосферите на други планети. Това става с помощта на уравнения от механика на флуидите, химични модели, радиационен баланс и процеси на обмен на енергия в атмосферата (това включва влиянието на тези процеси над други системи, като океаните например). За да се създаде климатичен модел, атмосферните физици използват елементи на теорията на разсейването, модели на вълновото разпространение, физика на облаците, статистическа механика и пространствена статистика, които изискват високи познания по физика и математика. Атмосферната физика е тясно свързана с метеорологията и климатологията. Освен това тя включва и проектирането и конструирането на устройства за изучаване на атмосферата и интерпретация на данните, които те предоставят. В това число влизат и инструменти за дистанционно наблюдение. В зората на космическата ера и въвеждането на сондиращи метеорологични ракети, започна да се развива аерономията – поддисциплина, изучаваща горните слоеве на атмосферата. 

## Дистанционно наблюдение
Дистанционното наблюдение представлява събиране на информация за явление чрез запис на сензори на устройства, които не са в директен контакт с обекта (или наблюдаване на показанията им в реално време). В действителност дистанционното наблюдение използва информация, събирана от много различни устройства, което осигурява нейната пълнота. По този начин наблюдението на Земята или метеорологичните спътници за събиране на информация, платформите за океански и атмосферни наблюдения, наблюденията с помощта на ултразвук, ядрено-магнитният резонанс (MRI), позитронно-емисионна томография (PET), и космическите сонди – всичко това са примери за дистанционно наблюдение. В съвременната употреба терминът обикновено се отнася до използването на сензорни технологии за визуализация (включително, но не само, използването на инструменти на борда на самолети и космически кораби) и се различава от други методи за създаване на изображения, свързани с области като медицинската рентгенология.
Има два вида дистанционни изследвания. Пасивните сензори засичат естественото лъчение, излъчвано или отразено от обекта. Отразената слънчева светлина е най-често срещаният източник на лъчение, измерен с помощта на пасивни датчици. Примери за пасивни дистанционни сензори са тези във филмовата фотография, инфрачервените, CCD, и дозиметрите. Активните сензори излъчват енергия (сигнал), за да сканират обекта, след което даден сензор разпознава и измерва излъчването, отразено от целта. Радарът, лидарът и ветровият профиломер са примери на активни техники за дистанционно наблюдение, използвани в областта на атмосферната физика, при които се измерва закъснението между времената на излъчване и получаване на сигнала, за установяване на местоположението, надморската височина, скоростта и посоката на обекта.
Дистанционното наблюдение дава възможност за събиране на данни от опасни или трудно достъпни места. Приложенията му включват наблюдаване на обезлесяването в места, например в басейна на Амазонка, последиците от изменението на климата върху ледниците на Арктика и Антарктида, както и дълбочинно на сондиране в крайбрежните и дълбоките океани. Така са събирани на данни за опасни погранични райони по време на студената война. 

## Радиация
Атмосферните физици разделят на лъченията на слънчева и на земна радиация (излъчвана от повърхността и атмосферата на Земята).
Слънчевата радиация съдържа различни дължини на вълните. Видимата светлина е с дължина на вълните от 0,4 до 0,7 μm. По-късите вълни са наречени ултравиолетова (UV) част на спектъра, докато по-дългите вълни са групирани в инфрачервената част на спектъра. Озонът е най-ефективен в поглъщането на радиация около 0,25 μm, т.е. на UV лъчи. Това повишава температурата на близките слоеве до стратосферата. Снегът отразява 88% от ултравиолетовите лъчи, докато пясъкът отразява 12%, а водата – само 4% от ултравиолетовата радиация. Колкото по-малък е ъгълът между атмосферата и слънчевите лъчи, толкова по-вероятно е енергията да се отрази или погълне от атмосферата.
Излъчената от Земята светлина е предимно с по-дълги дължини на вълните от слънчевата (тъй като Земята е с по-ниска температура от Слънцето). Това се обяснява със закона на Планк, според който радиацията се излъчва в точно определен диапазон от дължини на вълните, като тук дължината на вълната, отговаряща на максимална енергия, е около 10 μm.

## Физика на облаците
Тя изучава процесите, които водят до образуване, нарастване и изваляване на облаците. Облаците са изградени от микроскопични капчици вода (топлите облаци), малки ледени кристали, или и от двете (смесени). При подходящи условия капчиците се сливат и това предизвиква валеж. Все още не е напълно ясно как точно се образува и нараства облакът, но чрез изучаване на микрофизиката на отделни капчици са създадени няколко теории, обясняващи структурата на облаците. Подобренията в радарната и сателитната технология също са допринесли за по-прецизното проучване на облаците в голям мащаб.

## Атмосферно електричество
Атмосферното електричество е термин, касаещ електростатиката и електродинамиката на атмосферата (или, в по-широк смисъл, на атмосферата на някоя планета). Земната повърхност, йоносферата и атмосферата формират електрическа верига – глобална атмосферна електрическа верига. Мълнията е електрически разряд със сила на тока 30 000 A и напрежение до 100 милиона V, който излъчва светлина, радиовълни, рентгенови лъчи и дори гама-лъчи. Температурата на плазмата може да достигне 28 000 K, а електронната плътност може да надвиши 1024 електрона/m3.

## Атмосферни приливи и отливи
Тези с най-голяма амплитуда са основно генерирани в тропо- и стратосферата, когато атмосферата периодично се затопля, тъй като водната пара и озонът поглъщат слънчевата радиация през деня. Горещите вълни, създадени тогава, могат да се разпространяват далеч от изходните райони и да се издигнат в мезосферата и термосферата. Атмосферните приливи и отливи могат да бъдат измерени като редовни колебания на вятъра, температурата, плътността и налягането. Въпреки че атмосферните приливи и отливи имат много общи черти с морските, те имат две основни отличителни характеристики:
- Атмосферните приливи и отливи са породени от загряване на слънчевата атмосфера, докато причина за приливите и отливите на океана е основно гравитационното поле на Луната. Това означава, че периодичността на атмосферните приливи и отливи е свързана с 24-часовата продължителност на слънчевия ден, докато приливите и отливите в океаните имат по-дълги периоди на колебания, свързани с лунния ден – около 24 часа и 51 минути.[11]

- Атмосферните вълни се разпространяват в атмосферата, където плътността на въздуха значително се променя с височината. Следствие от това е, че тяхната амплитуда се увеличава експоненциално, докато вълната се издига във все по-разредените слоеве на атмосферата (виж обяснението на този феномен по-долу). В океаните обаче плътността на водата слабо се променя с дълбочина и този феномен трудно може да се наблюдава.

Важно е да се отбележи, че гравитационните полета на Слънцето и особено на Луната също допринасят за създаването на атмосферни приливи и отливи, въпреки че вълните с най-голяма амплитуда са причинени от слънчевото греене.
В най-ниския слой на атмосферата атмосферните приливи и отливи могат да бъдат открити като обикновени, но и като по-малки колебания в налягането с периоди от 24 и 12 часа. Ежедневни пикове в налягането се наблюдават около 10 часа сутринта и 10 вечерта местно време, докато най-ниски стойности се наблюдават в 4 часа сутринта и в 4 часа следобед местно време. Абсолютен максимум се наблюдава в 10 часа сутринта, а като абсолютен минимум се наблюдава в 4 ч. Въпреки това, за големи височини амплитудите на приливите и отливите могат да станат много големи. В мезосферата (височина ~ 50 – 100 km) амплитудата на атмосферните приливи и отливи може да достигне над 50 m/s и са често най-значителната част от движението на атмосферата.

## Аерономия
Аеромията е наука за горните области на атмосферата, където процесите на разпад и йонизация са важни. Терминът е въведен от Сидни Чапман през 1960 година. Днес този термин се използва също и във връзка с атмосферата на други планети. Изследвания в областта на аерономията изисква ползване на аеростати, спътници и сондиращи ракети, които дават ценна информация за този регион от атмосферата. Атмосферните приливи и отливи играят важна роля за взаимодействието между долната и горната част на атмосферата.